# Briefmarken-Jahrgang 1902 der Deutschen Reichspost
Der Briefmarken-Jahrgang 1902 der Deutschen Reichspost umfasste fünfzehn Briefmarken. Zehn Dauermarken der Serien Germania und fünf Marken der Serie Repräsentative Darstellungen des Deutschen Kaiserreichs mit fünf Marken mit vier Motiven (noch im laufenden Jahr 1902 wurde das Design der Marke zu 2 Mark etwas abgeändert) herausgegeben.
Als Dauermarkenserie wurden die fünf niedrigeren Werte Germania auch auf Ganzsachen als Wertstempel für Postkarten, Kartenbriefe und Rohrpostbriefumschläge benutzt.
Vor den Briefmarken mit der Inschrift Deutsches Reich gab es die Serien mit der Inschrift Reichspost, diese waren bis zum 31. Dezember 1902 gültig.
Hinweise: Die Gebühren für die Postsendungen lagen zwischen dem 1. Januar 1875 und 30. Juni 1906 bei:
- Postkarten: 5 Pfennig
- Briefe im Fernverkehr: 10 Pfennig (bis 20 g) und 20 Pfennig (bis 250 g)
- Einschreiben: 20 Pfennig
- Rückschein: 20 Pfennig

Zur Einordnung der übrigen Kaufkraft zur damaligen Zeit, siehe Artikel: Goldmark.

## Liste der Ausgaben und Motive
Legende
- Bild: Eine bearbeitete Abbildung der genannten Marke. Das Verhältnis der Größe der Briefmarken zueinander ist in diesem Artikel annähernd maßstabsgerecht dargestellt. Sollten keine Marken abgebildet sein, liegt es daran, dass das Urheberrecht des Künstlers noch nicht erloschen ist.
- Beschreibung: Eine Kurzbeschreibung des Motivs und/oder des Ausgabegrundes. Bei ausgegebenen Serien oder Blocks werden die zusammengehörigen Beschreibungen mit einer Markierung versehen eingerückt.
- Wert: Der Frankaturwert der einzelnen Marke in Pfennig. Ein „+“ bedeutet, dass es sich um eine Zuschlagsmarke handelt (= Frankaturwert + Spende).
- Ausgabedatum: Das Datum des erstmaligen Verkaufs dieser Briefmarke.
- Gültig bis: Das Datum, an dem die Gültigkeit endete.
- Auflage: Soweit bekannt, wird hier die zum Verkauf angebotene Anzahl dieser Ausgabe angegeben.
- Entwurf: Soweit bekannt, wird hier angegeben, von wem der Entwurf dieser Marke stammt.
- Mi.-Nr.: Diese Briefmarke wird im Michel-Katalog unter der entsprechenden Nummer gelistet.

| Dauermarken | |                  |                       |                  |           |                      |       |
| Bild        | Beschreibung                                                                                        | Werte in Pfennig | Ausgabe- datum (1902) | gültig bis       | Auflage   | Entwurf              | MiNr. |
|             | Dauermarkenserie: Germania                                                                          | 2                | 1. April              | 31. Oktober 1922 | unbekannt | Paul Eduard Waldraff | 68    |
|             | | 3                | 1. April              | 31. Oktober 1922 | unbekannt | Paul Eduard Waldraff | 69    |
|             | | 5                | 1. April              | 31. Oktober 1922 | unbekannt | Paul Eduard Waldraff | 70    |
|             | | 10               | 1. April              | 31. Oktober 1922 | unbekannt | Paul Eduard Waldraff | 71    |
|             | | 20               | 1. April              | 31. Oktober 1922 | unbekannt | Paul Eduard Waldraff | 72    |
|             | | 25               | 1. April              | 31. Oktober 1922 | unbekannt | Paul Eduard Waldraff | 73    |
|             | | 30               | 1. April              | 31. Oktober 1922 | unbekannt | Paul Eduard Waldraff | 74    |
|             | | 40               | 1. April              | 31. Oktober 1922 | unbekannt | Paul Eduard Waldraff | 75    |
|             | | 50               | 1. April              | 31. Oktober 1922 | unbekannt | Paul Eduard Waldraff | 76    |
|             | | 80               | 1. April              | 31. Oktober 1922 | unbekannt | Paul Eduard Waldraff | 77    |
|             | Dauermarkenserie: Repräsentative Darstellungen des Deutschen Kaiserreichs - Reichspostamt in Berlin | 1 Mark           | 1. April              | 31. Oktober 1922 | unbekannt | C. Frenzel           | 78    |
|             | - Symbolische Darstellungen Nord und Süd Detail aus dem Gemälde Victoria von Anton von Werner       | 2 Mark           | 1. April              | 31. Oktober 1922 | unbekannt | W. Lipinsky          | 79    |
|             | - Enthüllung des Denkmals Kaiser Wilhelm I in Berlin, nach einem Gemälde von W. Pape                | 3 Mark           | 1. April              | 31. Oktober 1922 | unbekannt | Reichsdruckerei      | 80    |
|             | - Reichsgründungsgedenkfeier im weißen Saal des Berliner Schlosses, nach einem Gemälde von W. Pape  | 5 Mark           | 1. April              | 31. Oktober 1922 | unbekannt | Reichsdruckerei      | 81    |
|             | - Symbolische Darstellungen Nord und Süd Detail aus dem Gemälde Victoria von Anton von Werner       | 2 Mark           | 24. Mai               | 31. Oktober 1922 | unbekannt | W. Lipinsky          | 82    |